# Santa Marta del Cerro
Santa Marta del Cerro – gmina w Hiszpanii, w prowincji Segowia, w Kastylii i León, o powierzchni 14,85 km². W 2011 roku gmina liczyła 46 mieszkańców.